# Corpshund

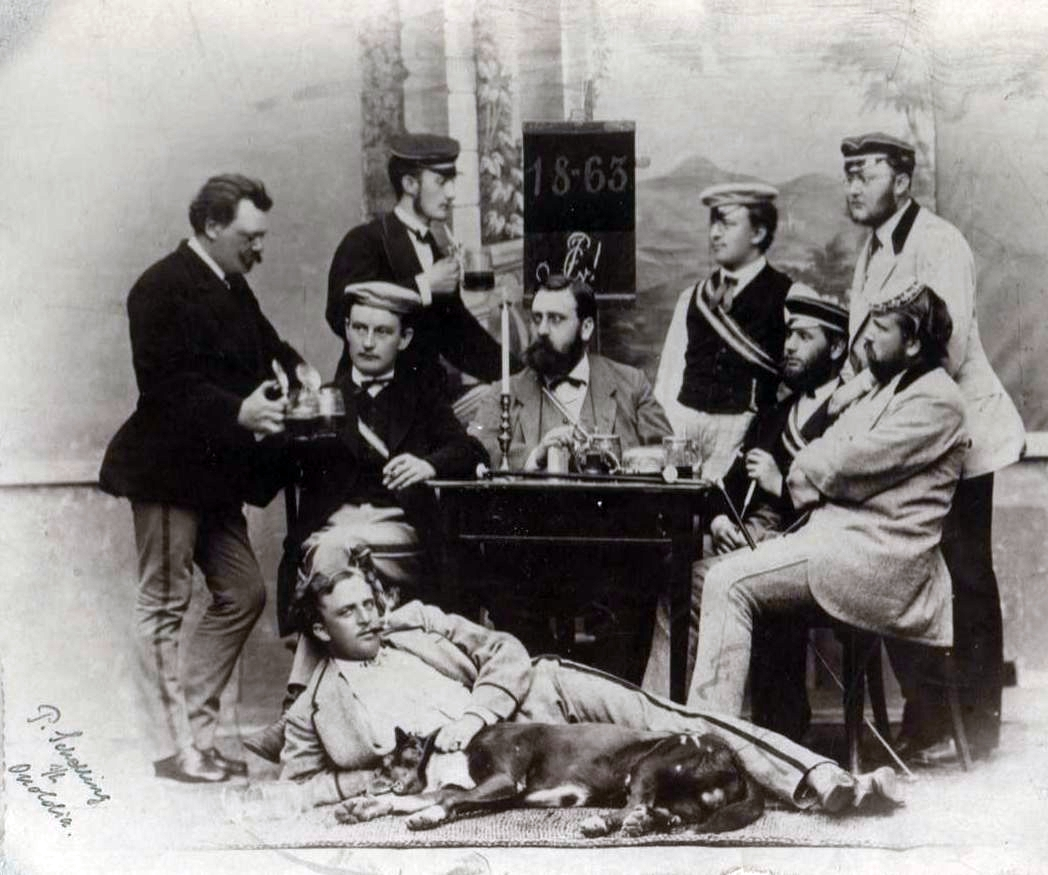
Erlanger Pfarrerstochter (1863)

Als Corpshunde oder Couleurhunde werden Haus- und Jagdhunde bezeichnet, die sich studentische Corps besonders im wilhelminischen Kaiserreich als Haustiere hielten.

## Hintergrund
Hunde waren aus dem Landleben von jeher nicht wegzudenken. Für die vielen Corpsstudenten von den Rittergütern war es selbstverständlich, ihren Hund ins Studium mitzunehmen. Wie die meisten Stiche und Zeichnungen aus dem 18. und 19. Jahrhundert zeigen, waren Hunde regelmäßige „Gäste“ von Hospizen und Kneipen. Dabei bezeichnet der Begriff Corpshund sowohl die Hunde, die einem Corps insgesamt gehörten wie auch die Hunde, die einzelnen Corpsmitgliedern gehörten. Bereits im 18. Jahrhundert gab es in Göttingen bei 8000 Einwohnern etwa 3000 Hunde, nicht zuletzt wegen der Jagd durch die Studentenschaft im Umland. In den Kollegs und Vorlesungen – oft in den Wohnungen der Professoren – zur Plage geworden, wurden sie von den Universitäten verboten, so 1796 in Ingolstadt und im Wintersemester 1822/23 in Bonn. Daraufhin vom Senioren-Convent „in Verschiß gesteckt“ (vulgo bestreikt), gab die Rheinische Friedrich-Wilhelms-Universität nach einem Jahr nach und hob das Verbot auf. 1878 bat der Oberamtmann den Rektor der Universität, das in Vergessenheit geratene Hundeverbot zu erneuern:

„Es ist seit Jahren eine unter den Studierenden eingerissene Unsitte, Hunde von außerordentlicher Größe und Stärke zu halten. Vor allem die Studentengesellschaften versuchen sich darin zu überbieten, die größten Tiere zu besitzen. Einen Sport besonderer Art bilden die Hundekämpfe, die oft in rücksichtsloser Weise mitten unter dem verkehrenden Publikum aufgeführt werden. Die Hunde der verschiedenen Verbindungen werden aufeinander gehetzt, und einen besonders wilden Charakter gewinnt die Hundehetze, wenn die Herren Studierenden sich selbst anfeinden.“

Hunde wurden aber nicht nur für die Jagd  und zum Schutz von Haus und Hof gehalten, sondern dienten auch zur Darstellung des Sozialstatus. Bekannt sind die Hunde von Friedrich dem Großen, die „gesiezt“ werden mussten. Otto von Bismarck hielt sich schon als Student Deutsche Doggen, die nach der Deutschen Reichsgründung als Reichshunde berühmt wurden. Im Sozialgefüge des prosperierenden Deutschen Kaiserreichs wurden Corpshunde mit dem Couleur am Halsband nicht zuletzt zur „Renomisterey“ gebraucht.

„Vor der Folie des Kaiserreichs mit seiner Huldigung aristokratisch-militärischer Männlichkeitsideale waren die neuen, seit der Mitte des 19. Jahrhunderts gezüchteten Hunderassen - die Doggen, Neufundländer, Schäferhunde, Bernhardiner und Leonberger - geradezu ideale Begleiter einer Studentenschaft, die Schneid und Kampfesmut, daneben lebenslange Freundschaft und Treue zu studentisch-männlichen Leittugenden erhoben hatte. Insofern war die Vorliebe der korporativ organisierten Studenten wohl doch auch darin begründet, daß die Tiere symbolisch für corpsstudentische Kerntugenden standen.“

Besonders Leonberger standen im Ruf, bei den sogenannten Renommierbummeln die Damen magisch anzuziehen. Der ausgestopfte Kopf des Leonbergers Marko der Arminia Aschaffenburg († 1877) diente nach seinem Tod noch einige Zeit als Kneipdekoration. Betreut von den Corpsdienern und Füchsen, hatten die Hunde auf den Corpshäusern auch einen ganz handfesten Zweck: Sie sollten die zahlreichen Gläubiger, die sog. Tretvögel, von Besuchen abhalten. Zu den großen Corpshunden kamen die vielen kleinen Privathunde. Bei gemeinsamen Ausfahrten der Corps im Göttinger Senioren-Convent hatten die in Couleur geschmückten Corpshunde ihren Platz im jeweils letzten Wagen beim Fuchsmajor und den Renoncen. Die Corpshunde sorgten auch für Verwicklungen: Um 1880 handelte sich ein Münchener Franke eine verschärfte Schlägercontrahage ein, weil sich sein Hund allzu intim mit der Hündin eines  Isaren abgegeben hatte. Die Hundehaltung und andere überzogene „Repräsentationspflichten“ waren Ende der 1870er Jahre Auslöser der Zanderschen Reformbewegung im KSCV.

## Berühmte Corpshunde

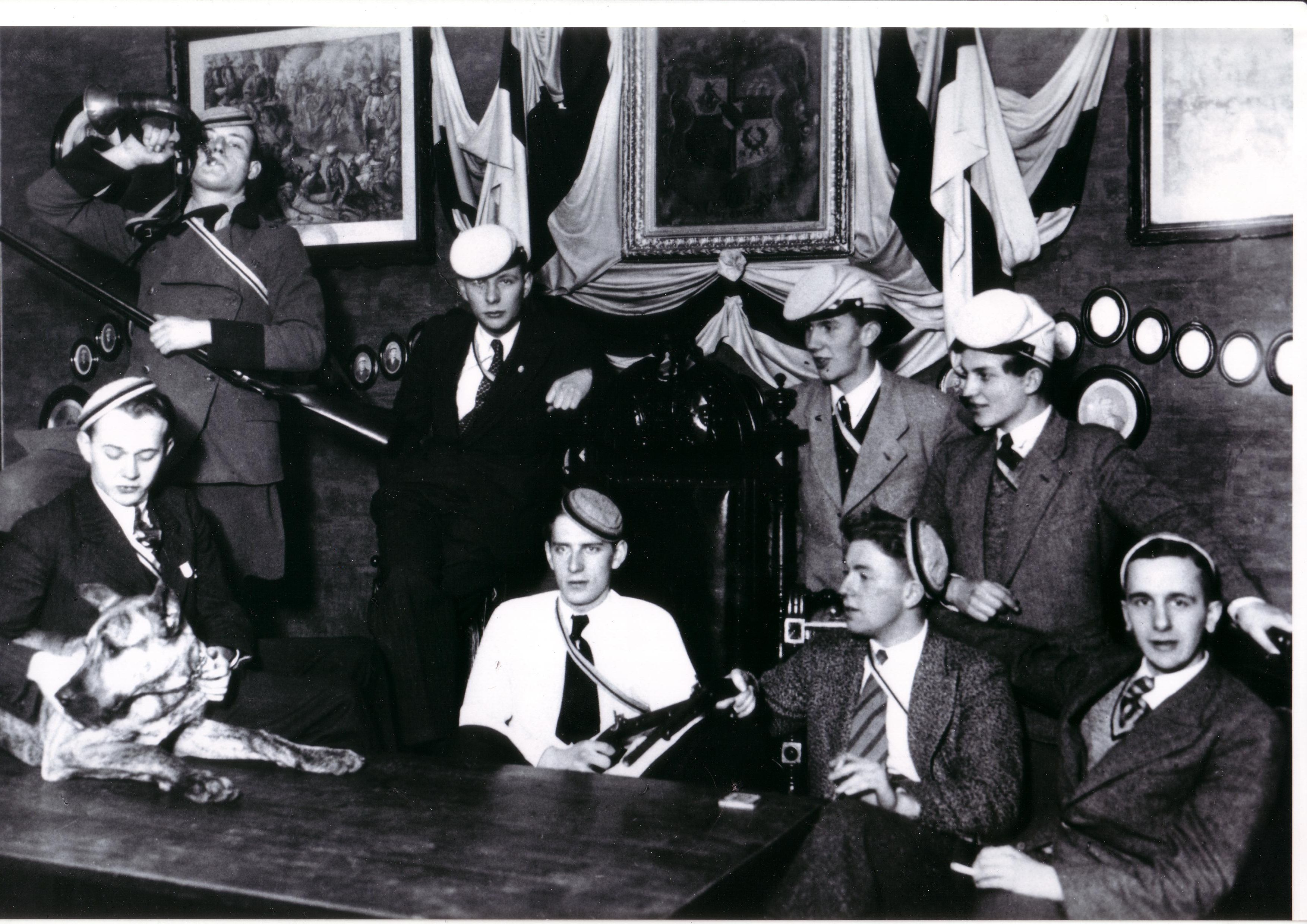
Die letzten Königsberger Balten mit „Firks“ (30. Januar 1934)

Berühmt war die Riesendogge bei Vandalia Heidelberg. Regelmäßig trank sie das Bier aus der Schale unter dem Fass, so dass die Kneipen für sie nicht anders endeten als für die Vandalen. Im „Hundekollegium“ des Corps hatte sie 1882 noch zehn Gefährten.
Franconia Tübingen hielt sieben Hunde: Wotan (eine gewaltige Dogge), Lotte (einen ebenso großen Leonberger), Sadrach, Mesach und Abednego (drei schwarze Pudel), den Windhund Zilligaz und den kleinen Schnauzer Auunz. Als Sadrach wegen Räude erschossen werden musste, erschien in der Tübinger Chronik eine Traueranzeige von Mesach und Abednego – was nicht alle Tübinger amüsierte.
Die Münchener Franken hielten Futschi, eine riesige Dogge. Bei einer Schlittenfahrt im Englischen Garten glänzte sie mit einem grün-weiß-roten „Kostüm“.
Als bekanntester Couleurhund kann der namenlos bleibende riesige Neufundländer gelten, der zusammen mit dem `semester- und bierbauchbeladenen stud. viel´ Fritz Degenfeld von Karl May 1892 im Blauroten Methusalem sogar bis China kommt und dessen besondere Fähigkeit darin bestand, erfreut das zwei Liter fassende Stammglas seines Herrchens im ansonsten grimmigen Maul zu tragen. In seinem satirischen Roman Die Saxoborussen berichtet Gregor Samarow 1910 ausführlich über den kleinen (!) Corpshund „Moses“. In den 1970er Jahren lebten „Kuddel“ und „Ewald“ auf dem Riesenstein, dem Haus des Corps Saxo-Borussia Heidelberg. Kuddel  war eine Mischung aus Münsterländer und Boxer. Ewald war eine dalmatinische Bergziege, die die Göttinger Sachsen den Sachsen-Preußen zum 150. Stiftungsfest geschenkt hatten. Kuddel und Ewald verließen den Riesenstein 1978 mit dem altgedienten Hausmeisterehepaar Czarnecki, weil die folgenden Hausmeister die Pflege nicht übernehmen wollten.
Manche Corpshunde waren ungewöhnlich gelehrsam und erkannten Couleur: Angehörige befreundeter Corps wurden mit Schwanzwedeln begrüßt, andere ignoriert oder angeknurrt.  Ein Bonner Corpshund konnte die weißen Stürmer von Borussia Bonn und einer Burschenschaft unterscheiden. Der Hund der Jenenser Thüringer knurrte, wenn er die burschenschaftlichen Farben schwarz-rot-gold gewahrte. Es soll sogar Corpshunde gegeben haben, die miteinander auf Kommando Bierjungen tranken und am ausgeschleckten Biernapf (statt des Losungsworts Sch....e) den Gegenpaukanten anbellten.